# Скит Києво-Печерської Лаври на честь ікони Богородиці «Києво-Печерської»
Скит Києво-Печерської Лаври на честь ікони Богородиці «Києво-Печерська» – новий духовний центр у Голосіївському районі у Києві, Україна. Відкриття скиту за молитвами – 7 квітня 2015 року, у день свята Благовіщення Пресвятої Богородиці, намісником Києво-Печерської Лаври митрополитом Павлом.
Престольне свято: день святкування ікони Божої Матері Печерська – 3/16 травня, 17/30 серпня.
Намісник: скитоначальник архімандрит Пімен
Розташован за адресою місто Київ, вул. Ягідна 27. 

## Історія
Скит - невелике поселення з кількох келій на відстані від монастиря для ченців-пустельників, а також монастир. Такі скити стають згодом самостійними монастирями, зі своїм управлінням та правилами.
Початкова ідея виникла ще на початку 90-х років. У середині 2009 року, за рішенням КДА, на вулиці Ягідній було виділено шматок землі для Лаври. Під облаштування цвинтаря для упокою насельників. Почав розроблятися проект храму. Закладку здійснили 26 вересня 2011 року за участю керівника Лаври Павла.
Скит Києво-Печерської Лаври складається з двох частин — цвинтар для чернечої братії та храм з корпусами для чернечих. Одночасно в них можуть жити близько 50 людей. Зараз йде облаштування готелю та скит зможе приймати і паломників.
На цвинтарі поховано багато лаврських обителів. У 2007 році тут відспівали та поховали архієпископа Макаріївського Іларія. Є тут і мощі, перенесені безпосередньо з лаврського цвинтаря.
19 лютого 2017 року відбулося освячення головного храму скиту Предстоятелем Української Православної Церкви. Освячення провів Онуфрій (глава УПЦ МП) та доглядач Лаври Павло. На відкритті було близько 600 осіб.

## Архітектура
На території розташований головний храм скиту на честь ікони Божої Матері «Печерська з майбутніми Антонієм та Феодосієм».
Проект скиту розроблений архітектором Артемом Прощенком та Молож О.Є.. Працюючи над образом комплексу було завдання створити образ храмового комплексу, як продовження впізнаваного архітектурного ансамблю Лаври, що відповідає існуючому стилю.
Проект включав проектування та будівництво дзвіниці, будинки для священиків та головного храму скиту на честь ікони Божої Матері «Печерська з Антонієм та Феодосієм, які стоять перед нею», дизайн та оздоблювальні роботи всередині церкви.